# Irena Chodorowska (brydżystka)
Irena Chodorowska – polska brydżystka, Arcymistrz Międzynarodowy (PZBS), odznaczona srebrną odznaką PZBS (2006), zawodniczka Spójnia I Warszawa.
Irena Chodorowska w latach 1997..2007 była członkiem Komitetu Kobiet EBL. Od 1999 była członkiem różnych zespołów pracujących na Olimpiadzie (w roku 2004) i wielu Mistrzostwach Świata i Europy.

## Wyniki brydżowe

### Rozgrywki krajowe
W rozgrywkach krajowych zdobywał następujące lokaty:
| Mistrzostwa Polski Par | Mistrzostwa Polski Par | Mistrzostwa Polski Par | Mistrzostwa Polski Par |
| Rok                    | Kategoria              | Partner                | Pozycja                |
| ---------------------- | ---------------------- | ---------------------- | ---------------------- |
| 2004                   | Open                   | Jan Chodorowski        | 2                      |

### Olimpiady
Na olimpiadach uzyskała następujące rezultaty:
| Olimpiady brydżowe. Zawody teamów | Olimpiady brydżowe. Zawody teamów | Olimpiady brydżowe. Zawody teamów | Olimpiady brydżowe. Zawody teamów | Olimpiady brydżowe. Zawody teamów | Olimpiady brydżowe. Zawody teamów |
| Rok                               | Miejsce                           | Zawody                            | Kategoria                         | Drużyna                           | Pozycja                           |
| --------------------------------- | --------------------------------- | --------------------------------- | --------------------------------- | --------------------------------- | --------------------------------- |
| 1988                              | Wenecja                           | 8. Olimpiada Teamów               | Kobiety                           | Poland                            | 16                                |

### Zawody światowe
W światowych zawodach zdobyła następujące lokaty:
| Mistrzostwa Świata. Konkurencja teamów | Mistrzostwa Świata. Konkurencja teamów | Mistrzostwa Świata. Konkurencja teamów | Mistrzostwa Świata. Konkurencja teamów | Mistrzostwa Świata. Konkurencja teamów | Mistrzostwa Świata. Konkurencja teamów |
| Rok                                    | Miejsce                                | Zawody                                 | Kategoria                              | Drużyna                                | Pozycja                                |
| -------------------------------------- | -------------------------------------- | -------------------------------------- | -------------------------------------- | -------------------------------------- | -------------------------------------- |
| 1997                                   | Hammamet                               | 33. Mistrzostwa Świata Teamów          | Trans                                  | Chodorowski                            | 19                                     |

### Zawody europejskie
W europejskich zawodach zdobyła następujące lokaty:
| Mistrzostwa Europy. Konkurencja Par | Mistrzostwa Europy. Konkurencja Par | Mistrzostwa Europy. Konkurencja Par | Mistrzostwa Europy. Konkurencja Par | Mistrzostwa Europy. Konkurencja Par | Mistrzostwa Europy. Konkurencja Par |
| Rok                                 | Miejscowość                         | Zawody                              | Kategoria                           | Partner                             | Pozycja                             |
| ----------------------------------- | ----------------------------------- | ----------------------------------- | ----------------------------------- | ----------------------------------- | ----------------------------------- |
| 2011                                | Poznań                              | 5. Otwarte Mistrzostwa Europy       | Seniorzy                            | Jan Chodorowski                     | 2                                   |
| 2009                                | San Remo                            | 4. Otwarte Mistrzostwa Europy       | Miksty                              | Jan Chodorowski                     | 99                                  |
| 2005                                | Teneryfa                            | 2. Otwarte Mistrzostwa Europy       | Open                                | Jan Chodorowski                     | 182                                 |
| 2002                                | Ostenda                             | 7. Mistrzostwa Europy Mikstów       | Miksty                              | Jan Chodorowski                     | 148                                 |
| 2001                                | Sorrento                            | 11. Otwarte Mistrzostwa Europy Par  | Open                                | Jan Chodorowski                     | 21                                  |
| 2000                                | Bellaria                            | 6. Mistrzostwa Europy Mikstów       | Miksty                              | Jan Chodorowski                     | 169                                 |
| 1999                                | Warszawa                            | 10. Otwarte Mistrzostwa Europy Par  | Open                                | Jan Chodorowski                     | 40                                  |
| 1998                                | Akwizgran                           | 5. Mistrzostwa Europy Mikstów       | Miksty                              | Jan Chodorowski                     | 166                                 |
| 1997                                | Haga                                | 9. Otwarte Mistrzostwa Europy Par   | Open                                | Jan Chodorowski                     | 22                                  |
| 1996                                | Monte Carlo                         | 4. Mistrzostwa Europy Mikstów       | Miksty                              | Jan Chodorowski                     | 135                                 |
| 1994                                | Barcelona                           | 3. Mistrzostwa Europy Mikstów       | Miksty                              | Jan Chodorowski                     | 184                                 |
| 1993                                | Bielefeld                           | 7. Mistrzostwa Europy Par           | Open                                | Jan Chodorowski                     | 173                                 |
| 1992                                | Ostenda                             | 2. Mistrzostwa Europy Mikstów       | Miksty                              | Jan Chodorowski                     | 72                                  |
| 1991                                | Montecatini                         | 6. Mistrzostwa Europy Par           | Open                                | Jan Chodorowski                     | 28                                  |
| 1990                                | Bordeaux                            | 1. Mistrzostwa Europy Mikstów       | Miksty                              | Jan Chodorowski                     | 107                                 |
| 1987                                | Brighton                            | 38. Mistrzostwa Europy Teamów       | Kobiety                             | Jadwiga Frenkiel                    | 33                                  |

| Mistrzostwa Europy. Konkurencja Teamów | Mistrzostwa Europy. Konkurencja Teamów | Mistrzostwa Europy. Konkurencja Teamów | Mistrzostwa Europy. Konkurencja Teamów | Mistrzostwa Europy. Konkurencja Teamów | Mistrzostwa Europy. Konkurencja Teamów |
| Rok                                    | Miejscowość                            | Zawody                                 | Kategoria                              | Team                                   | Pozycja                                |
| -------------------------------------- | -------------------------------------- | -------------------------------------- | -------------------------------------- | -------------------------------------- | -------------------------------------- |
| 2007                                   | Antalya                                | 3. Otwarte Mistrzostwa Europy          | Open                                   | Malpol                                 | 82                                     |
| 2002                                   | Ostenda                                | 7. Mistrzostwa Europy Mikstów          | Miksty                                 | Chodorowska                            | 61                                     |
| 2000                                   | Bellaria                               | 6. Mistrzostwa Europy Mikstów          | Miksty                                 | Walczak                                | 38                                     |
| 1998                                   | Akwizgran                              | 5. Mistrzostwa Europy Mikstów          | Miksty                                 | Chodorowska                            | 53                                     |
| 1994                                   | Barcelona                              | 3. Mistrzostwa Europy Mikstów          | Miksty                                 | Chodorowska                            | 5                                      |
| 1992                                   | Ostenda                                | 2. Mistrzostwa Europy Mikstów          | Miksty                                 | Chodorowska                            | 44                                     |
| 1990                                   | Bordeaux                               | 1. Mistrzostwa Europy Mikstów          | Miksty                                 | Frenkiel                               | 63                                     |